# Federación Europea de Transporte y Medio Ambiente
La Federación Europea de Transporte y Medio Ambiente (T&E; en inglés: European Federation for Transport and Environment, también conocida como Transport & Environment) es un paraguas europeo para organizaciones no gubernamentales que trabajan en el campo del transporte y el medio ambiente. T&E promueve el transporte sostenible en Europa, lo que significa plantearse el transporte de una manera ambientalmente responsable, económicamente sólida y socialmente justa.

## Historia
T&E se creó en 1989 al constatar que muchas decisiones políticas que influyen —tanto positiva como negativamente— en el impacto medioambiental causado por el transporte se toman a nivel europeo. Estas decisiones tienen que ver con lograr precios de transporte correctos, límites de emisiones de vehículos, estándares de calidad de combustibles, impuestos, financiación de infraestructuras, requisitos de seguridad, estándares de calidad del aire, desregulación, liberalización y otros temas.

## Misión
La misión de Transporte & Medio Ambiente es promover, en la UE y en el mundo, una política de transporte basada en los principios de desarrollo sostenible. La política de transporte debería minimizar los impactos nocivos en el entorno y la salud, fomentar que los recursos —energía y tierra incluidas— se utilicen del modo más eficiente, y garantizar la seguridad y el acceso suficiente para todos.

## Publicaciones

### Mind the Gap
Literalmente «Cuidado con el hueco», (una frase que se dice por los altavoces del metro de Londres para que los viajeros no introduzcan el pie entre coche y andén) este informe anual examina la diferencia (gap) entre los consumos oficiales de vehículos (que se miden en laboratorios bajo condiciones muy restringidas) y los comprobados en condiciones reales de conducción. Contiene también la diferencia para las emisiones de dióxido de carbono (CO2). La diferencia entre las pruebas en laboratorio y la conducción en situaciones reales está saltando del 9 % en 2001 al 28 % en 2012 y al 42 % en 2015. Se espera que alcance el 50 % antes de 2020. Una de las fuentes de consumo de combustible en condiciones reales que emplea Mind the Gap es el conjunto de datos proporcionado por Spritmonitor.
Esto tiene gran importancia porque en 2015 saltó el escándalo de emisiones contaminantes de vehículos Volkswagen (dieselgate): un programa informático detectaba tramposamente cuándo el automóvil estaba siendo sometido a pruebas de laboratorio y hacía que el motor emitiera muchos menos contaminantes y CO2. La manipulación afectó también a vehículos de las marcas Audi, Seat y Skoda.
«El escándalo de las emisiones demostró que el sistema de la UE para hacer cumplir los límites de emisión de vehículos era completamente inadecuado y estaba más pensado para los fabricantes que para los usuarios», explica Isabell Buschell, delegada de T&E en España.
Como resultado la Comisión Europea implantó nuevas pruebas, obligatorias desde septiembre de 2017: test de laboratorios más exigentes y medidas en condiciones reales de conducción.

### Éxito de las zonas de bajas emisiones
En septiembre de 2019 T&E publicó un informe sobre las zonas de bajas emisiones recientemente implantadas en ciudades europeas. Las consideró un éxito que debe conducir a la implantación de zonas sin emisiones. Madrid Central fue la zona que mayor reducción de dióxido de nitrógeno consiguió, un 32 %.

## Principales áreas de campaña
- Contaminación atmosférica[6]
- Aviación[7]
- Mejor comercio y regulación[8]
- Biocarburantes[9]
- Coches y CO2[10]
- Camiones más limpios y seguros[11]
- Dieselgate: poniendo a prueba la reforma[12]
- Aceite usado[13]
- Regulación compartiendo esfuerzos[14]
- Política de transporte de la UE[15]
- Raíl[16]
- Formas de envío[17]
- Furgonetas[18]
- Ruido de vehículo[19]

## Miembros
T&E está actualmente apoyado por 53 organizaciones (44 miembros y 9 seguidores) en 26 países.

## Financiación
T&E recibió financiación de las instituciones siguientes en 2016:
- más de 750 000 euros (€) de la Fundación Europea para el Clima y la Agencia Noruega para Cooperación al Desarrollo;
- más de 500 000 € de la Comisión Europea;
- más de 250 000 € de la Fundación ClimateWorks;
- más de 100 000 € de Financiadores del Comercio Justo y la Fundación Roble (Oak);
- más de 25 000 € de BirdLife International, de la secretaría de Estado holandesa de infraestructura y medio ambiente, la Fundación FIA, la agencia federal alemana para el medio ambiente (UBA), Stiftung Mercator y el organismo para el transporte metropolitano en Londres.